# بار (سازه)
بار، بار سازه‌ای یا نیروی اثرگذار سازه‌ای؛ (به انگلیسی: Structural load)، نیروهای مؤثر در تغییر شکل‌ها یا شتاب‌های وارد شده بر یک عضو سازه هستند. بارها باعث تنش، تغییر شکل و جابه‌جایی در سازه‌ها می‌شوند. ارزیابی اثرهای آنها با روش‌های تحلیل سازه‌ای انجام می‌شود. بارگیری بیش از حد یا اضافه‌بار می‌تواند شکست سازه‌ای را سبب شود، از این رو امکان چنین پیش‌آمدی؛ یا باید در طراحی در نظر گرفته شده‌باشد، یا به شدت کنترل شود. سازه‌های مکانیکی مانند هواپیما، ماهواره، موشک، ایستگاه‌های فضایی، کشتی‌ها و زیردریایی‌ها بارهای ویژهٔ خود و اقدامات سازه‌ای خاص خود را دارند. مهندسان غالباً بارهای سازه‌ای را بر اساس آیین‌نامه، قراردادها یا مشخصات منتشر شده ارزیابی می‌کنند. از معیارهای فنی پذیرفته‌شده برای آزمون پذیرش و بازرسی استفاده می‌شود.